# John Boswell
Pour les articles homonymes, voir John Boswell (rugby à XV) et Boswell.
John Eastburn Boswell (20 mars 1947 - 24 décembre 1994) est un historien américain, et professeur à l'université Yale. Plusieurs de ses études se penchent sur la question de l'homosexualité, plus particulièrement des rapports entre l'homosexualité et la religion, et de la vision chrétienne de l'homosexualité. Il est un des fondateurs des études LGBT.

## Biographie
Né à Boston en 1947, il fait ses études universitaires à Harvard, où il obtint son doctorat en histoire en 1975. Il est ensuite recruté par la faculté d'histoire de l'université Yale, où il obtint le titre de professeur en 1982. En 1987, Boswell participe à la création du centre d'études gay et lesbiennes de l'université Yale. John Boswell est décédé à l'âge de 47 ans à la suite de complications liées au VIH.

## Foi et sexualité
Catholique pratiquant (converti) et très croyant, il demeure en désaccord total avec la position de l'Église catholique, qui condamne les relations et comportements homosexuels. Une partie de ses recherches et de son œuvre peut être interprétée comme une tentative de réconciliation entre son orientation sexuelle et ses croyances religieuses.
Dans son article Revolutions, Universals, and Sexual Categories (1982), Boswell compare les positions constructionistes / essentialistes aux positions réalistes / nominalistes. De plus, il relève trois types de taxinomie des sexualités :
- Tous les êtres humains (ou presque) sont sexuellement polymorphes... des accidents externes, tels que pressions socio-culturelles, sanctions légales, croyances religieuses, circonstances historiques et/ou personnelles, participent de l'expression actuelle des sentiments sexuels contemporains d'une personne.
- Il existe habituellement deux catégories sexuelles (ou plus).
- Un type de réponse sexuelle est normal... les autres sont anormales.

Dans Same-Sex Unions in Premodern Europe, Boswell s'est intéressé aux rites religieux accompagnant l'adelphopoiia (adoption comme frère ou sœur spirituel) dans l'empire byzantin. Il propose de donner le nom d'« unions de personnes de même sexe » au lien ainsi créé et considère qu'il s'agit d'unions semblables au mariage, y compris sur le plan sexuel. Plusieurs auteurs ont critiqué ses recherches. Ils soulignent le fait que tous les documents disponibles font état d'un lien spirituel et non charnel. L'historien Brent Shaw (en) a ainsi accusé Boswell de manifester son ignorance des études récentes sur le rite de l'adelphopoiia.

## Publications
- The Royal Treasure : Muslim Communities Under the Crown of Aragon in the Fourteenth Century, Yale University Press, 1977 [lire en ligne](en)
- Expositio and Oblatio : The Abandonment of Children and the Ancient and Medieval Family. The American Historical Review. Vol. 89, no 1. Oxford University Press. Oxford. février 1984. p. 10-33
- Christianisme, tolérance sociale et homosexualité : les Homosexuels en Europe occidentale des débuts de l'ère chrétienne au XIVe siècle, Paris, Gallimard, coll. « Bibliothèque des histoires », 1985.  (ISBN 2070700402)
- Au bon cœur des inconnus, Paris, Gallimard, coll. « Bibliothèque des histoires », 1993.  (ISBN 2070727394)
- Les unions du même sexe : de l'Europe antique au Moyen Âge[2], Paris, Fayard, coll. « Nouvelles études historiques », 1996.  (ISBN 2213597189)

## Sources
- Boswell, John (1989, 1982). "Revolutions, Universals, and Sexual Categories", Hidden from History: Reclaiming the Gay & Lesbian Past, Chauncey et al, eds. New York: Meridian, New American Library, Penguin Books.  (ISBN 0-452-01067-5).